# Cecropia ulei
Cecropia ulei är en nässelväxtart som beskrevs av Snethlage. Cecropia ulei ingår i släktet Cecropia och familjen nässelväxter. Inga underarter finns listade i Catalogue of Life.